# Університет Лойоли в Чикаго
Університет Лойоли в Чикаго (англ. Loyola University Chicago) — приватний університет у Чикаго, штат Іллінойс, США.
Маючи понад 15 000 студентів, це найбільший єзуїтський коледж у Сполучених Штатах. Заснований у 1870 році як коледж Святого Ігнатія, він є одним із 28 коледжів-членів Асоціації єзуїтських коледжів та університетів . Крім розташування в Чикаго, він має філії в Римі та в Пекіні.
Тут проходить Міжвузівський семінар зі Збройних сил і суспільства.

## Спорт
Спортивні команди Університету Лойоли в Чикаго - Рамблерс. Університет є членом конференції Atlantic 10 Conference.

## Персоналії
- Фелікс Бістек (1912–1994), професор університету
- Девід Дрейман (нар. 1973), співак групи Disturbed
- Джерард Еган (* 1930), професор університету
- Ерік геріг (* 1987), футболіст
- Джеймс Іга (* 1968), гітарист Smashing Pumpkins і A Perfect Circle
- Марша М. Лінеган (нар. 1943), психолог
- Дженніфер Моррісон (нар. 1979), актриса
- Деніел Квінн (1935–2018), автор
- Білл Ранчич (нар. 1971), переможець шоу «Учень» (перший сезон)
- Девон Прайс, викладач університету
- Марта Фаріон, юристка

## Вебпосилання
- Домашня сторінка